# شارل شمبرلند

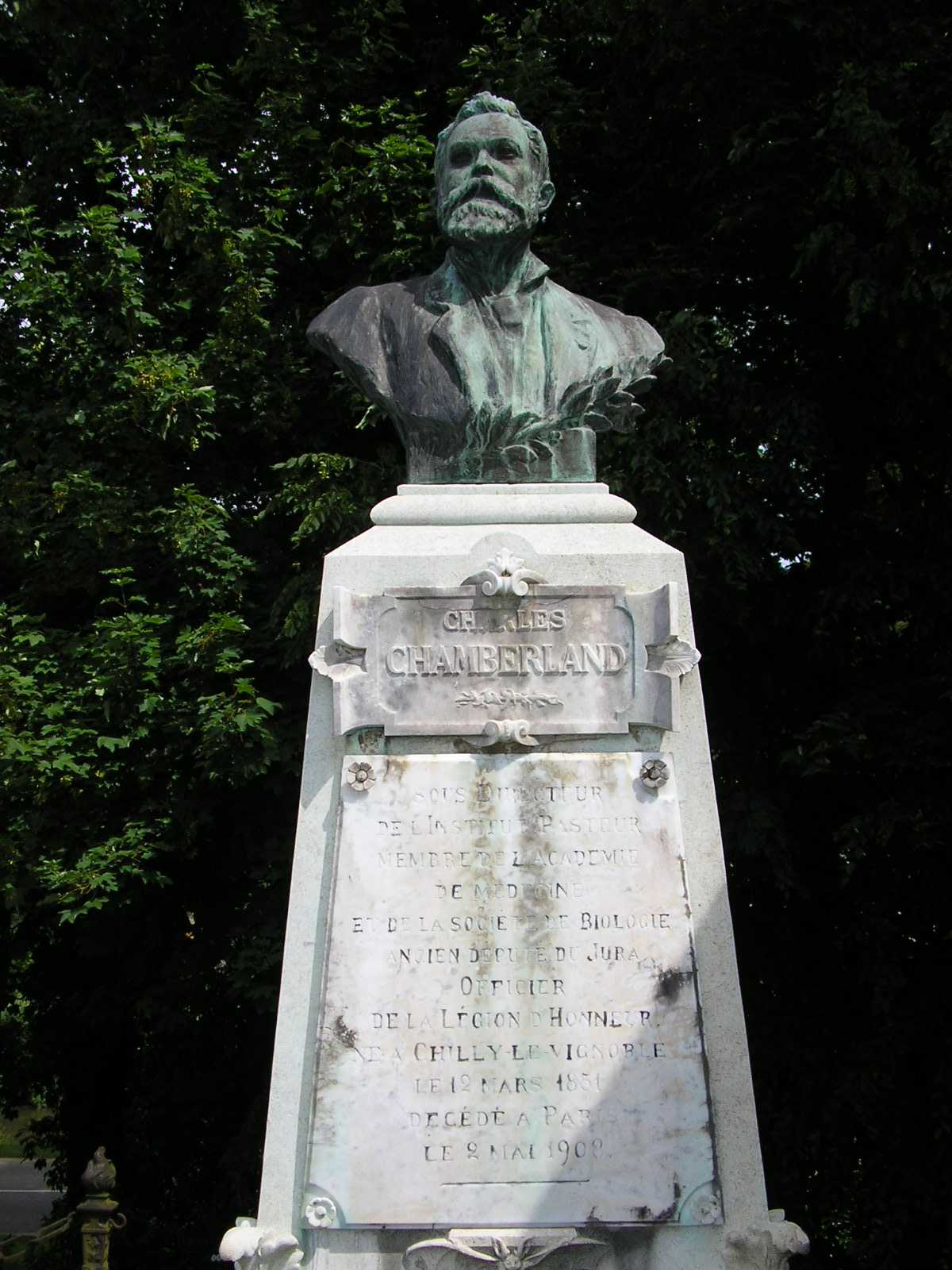
تمثال لشارل شمبرلند فوق قبره

شارل شمبرلند (بالفرنسية: Charles Chamberland)‏ عاش الفترة بين (12 مارس 1851 - 2 ماي 1908) هو عالم أحياء دقيقة من شيلي لوفينوبل من مقاطعة جورا بفرنسا والذي عمل مع لويس باستور.
عام 1884 طور نوع من التصفية معروفة اليوم بمصفاة شمبرلند أو مصفاة شمبرلند-باستور التي تتألف من شريط من الخزف غير المطلي. هذا المرشح به مسام أصغر من البكتيريا، جعلت من الممكن تمرير محلول يحتوي على البكتيريا وتصفيته لتزال تماما منه.
كان له الفضل في بدء المشروع البحثي الذي أدى إلى اختراع جهاز التعقيم في عام 1879.